# Chariot d’urgence

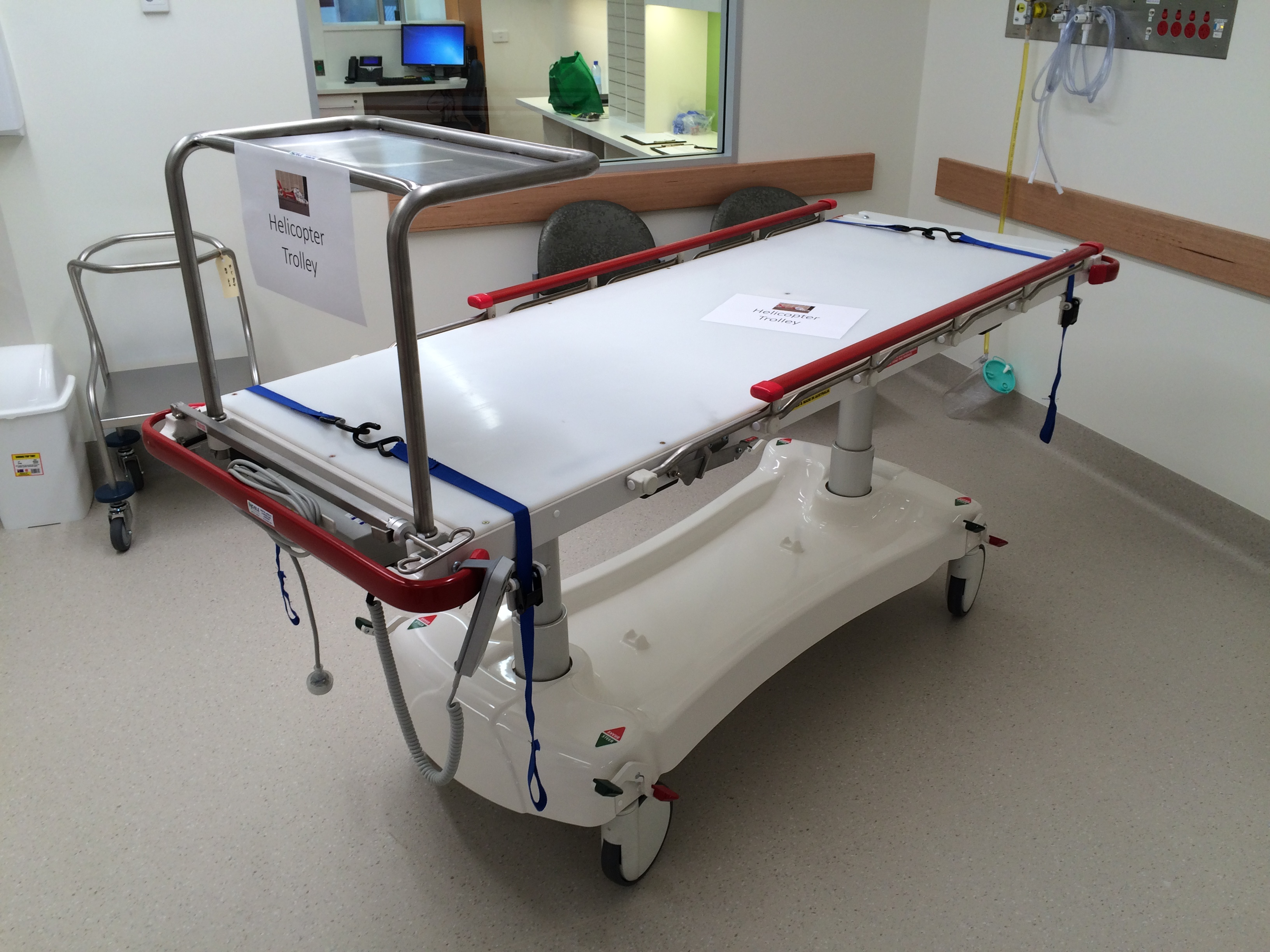
Un chariot médical pour transport par hélicoptère.

Un chariot d'urgence, en médecine, est un chariot contenant tout le matériel nécessaire à la bonne prise en charge d'une urgence vitale.

## Contenu du chariot d'urgence
Selon la conférence d’experts de la Société française d’anesthésie et de réanimation datant de 2004, le contenu minimal d'un chariot d'urgence est le suivant :
- Défibrillateur semi-automatique (DSA), si possible débrayable en mode manuel ;
- Bouteille d’oxygène à manodétendeur intégré, vérifiée et prête à l’emploi ;
- Médicaments : adrénaline, dérivés nitrés (injectable et spray), atropine, lidocaïne, amiodarone, furosémide, soluté glucosé à 30 %, benzodiazépine injectable, bêta2-adrénergiques (spray et solution pour aérosol), solutés de perfusion conditionnés en poche souple (NaCl à 0,9 %, colloïdes de synthèse) ;
- Matériel de ventilation : canules de Guedel n° 2 et 3, masques faciaux n° 3 à 6, ballon autoremplisseur à valve unidirectionnelle et filtre antibactérien, masques pour aérosol, sondes à oxygène, tuyaux de connexion, masques à haute concentration ;
- Matériel pour accès veineux et injections : seringues de 5 et de 10 ml, jeu d’aiguilles, cathéters courts 14-16-18-20-22 G, perfuseurs avec robinets à 3 voies, compresses stériles, solution antiseptique, garrot, champs adhésifs transparents, adhésif de fixation, gants non stériles, conteneur à aiguilles, lunettes de protection, solution hydro-alcoolique ;
- Matériel d’aspiration : système d’aspiration vérifié et prêt à l’emploi, sondes d’aspiration trachéo-bronchiques, sondes pour aspiration gastrique, seringue de Guyon (50 ml à embout conique), sac à urine non stérile, raccords biconiques ;
- Plan dur pour massage cardiaque.